# Моцони (Кјети)
Моцони (итал. Mozzoni) је насеље у Италији у округу Кјети, региону Абруцо.
Према процени из 2011. у насељу је живело 46 становника. Насеље се налази на надморској висини од 212 м.